# I-190
I-190 (ros. И-190) – prototypowy, radziecki, dwupłatowy samolot myśliwski zaprojektowany w biurze konstrukcyjnym Polikarpowa. Był to ostatni dwupłatowy myśliwiec tej wytwórni zaprojektowany i doprowadzony do etapu latającego prototypu.

## Historia

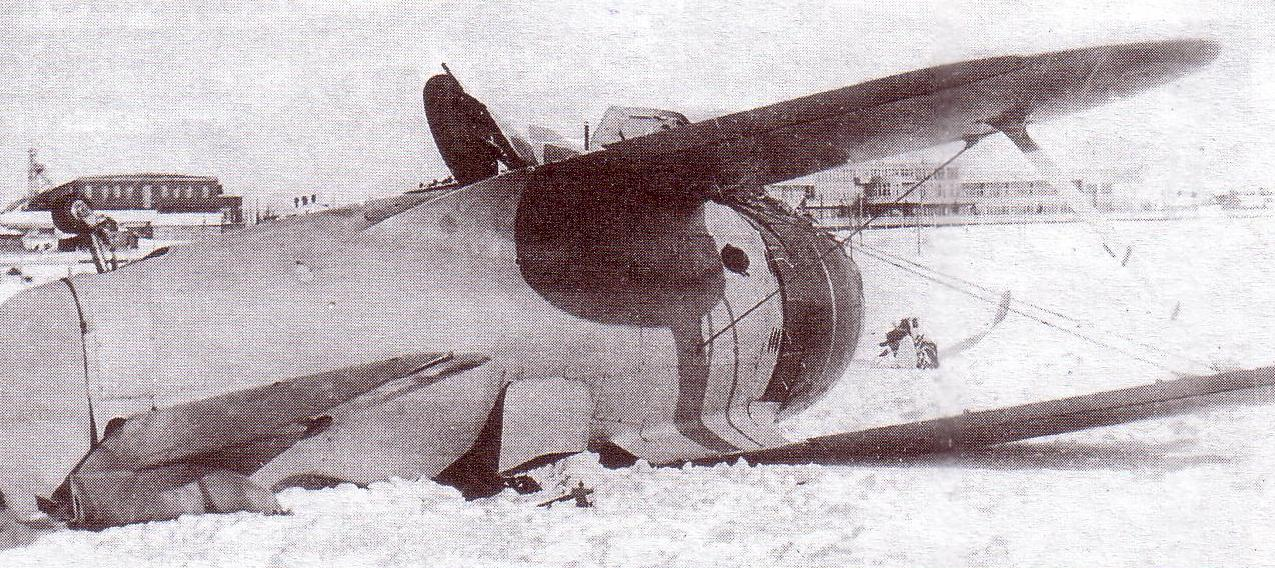
Wrak samolotu po awarii z 13 lutego 1941 roku

Prace projektowe nad nową, dwupłatową maszyną myśliwską w biurze projektowym Polikarpowa rozpoczęły się w lutym 1938 roku. Były one efektem postanowienia Głównego Zarządu Sił Powietrznych z grudnia 1937 roku o zaprojektowaniu i budowie nowego samolotu myśliwskiego, zdolnego do osiągnięcia prędkości 500 km/h. Samolot miał być daleko posuniętą modernizacją sprawdzonego I-153. Zaprojektowano ten sam rodzaj kadłuba, który tworzyła metalowa kratownica kryta blachą duraluminiową do odkrytej kabiny pilota a reszta pokryta płótnem. Również płótnem pokryto metalowe usterzenie maszyny. Skrzydła w całości wykonane były z drewna, pokryte sklejką o grubości 1,5 mm. Powierzchnie płatów dodatkowo oklejano płótnem, kilkakrotnie lakierowano i na końcu dokładnie polerowano. Podwozie – główne i kółko ogonowe – chowane. Samolot napędzany był silnikiem w układzie podwójnej gwiazdy M-88 z trójłopatowym, metalowym śmigłem. Myśliwiec uzbrojony był pierwotnie w cztery karabiny maszynowe SzKAS kalibru 7,62 mm. Planowano późniejsze przezbrojenie w dwa karabiny maszynowe UB kalibru 12,7 mm zamontowane nad silnikiem i synchronizowane z obrotami śmigła. Maszyna miała mieć również zdolność do przenoszenia podwieszanych pod skrzydłami bomb o maksymalnym ciężarze 200 kg. Prace nad samolotem nie miały najwyższego priorytetu. Dopiero gdy 19 lutego 1939 roku komisja makietowa, po zapoznaniu się z wynikami badań w tunelu aerodynamicznym Instytutu Hydro-Aerodynamicznym (CAGI) zatwierdziła kontynuowanie prac, podjęto decyzję o wybudowaniu w Fabryce Nr 1 w Moskwie dwóch samolotów prototypowych. Pierwsza z zatwierdzonych do budowy maszyn została ukończona w październiku 1939 roku. Gotowy samolot napędzany był silnikiem M-88BRL bez reduktora i nowe, również prototypowe śmigło AW-2. Zarówno silnik jak i śmigło, wraz z osprzętem wykonano jako pojedynczy blok technologiczny. Gotowy prototyp oblatany został 30 grudnia 1039 roku. Za sterami maszyny siedział pilot oblatywacz A. Żukow. Lot przebiegł pomyślnie. W trakcie kolejnych lotów na samolocie testowano jego właściwości lotne z użyciem różnych wersji silnika M-88, odpowiednio M-88, reduktorowy M-88R i M-88A oraz trzema różnymi śmigłami: AW-2Ł-1 o średnicy 2750 mm, AW-2Ł-2 o średnicy 2650 mm i AW-2Ł-3 również o średnicy 2650 mm. Próby nie przebiegały bezproblemowo. 1 kwietnia 1940 roku, w trakcie podchodzenia do lądowania, prawa goleń podwozia nie wysunęła się całkowicie i maszyna w trakcie przyziemienia doznał niewielkich uszkodzeń, które usunięto w przeciągu dwóch tygodni. Dalsze badania w locie kontynuowano do 6 czerwca 1940 roku kiedy to w trakcie lotu oderwała się niewielka część poszycia górnego płata. Próby ujawniły największy mankament samolotu – niewystarczającą prędkość. W trakcie badań udało się osiągnąć 375 km/h w locie nad ziemią i 410 km/h na pułapie 5000 metrów. Dopiero zastosowanie jednostki M-88R z nową osłoną silnika zapożyczoną z samolotu I-180, pozwoliło I-190 osiągnąć prędkość 488 km/h na wysokości 5000 metrów. Nadal jednak nie była to oczekiwana prędkość 500 km/h. 13 lutego 1941 roku samolot, za sterami którego siedział pilot oblatywacz E. G. Uliachin doznał w trakcie lotu awarii silnika. Próby ponownego uruchomienia nie powiodły się i pilot podjął decyzję o lądowaniu lotem ślizgowym. Lądowanie na pokrytym grubą warstwą śniegu lotnisku w Tuszyno nie powiodło się. Maszyna kapotowała, ale pilot wyszedł z wypadku bez szwanku. Po katastrofie nie podjęto próby wyremontowania samolotu, przerwano dalsze próby i zaniechano dokończenia budowy drugiego z zamówionych prototypów. W owym okresie stało się jasne, iż w starciu z jednopłatowymi samolotami myśliwskimi, dwupłatowe maszyny, konstrukcyjnie sięgające pionierskich czasów lotnictwa nie mają szans.